# Oberrhein von Worms bis Mainz
Oberrhein von Worms bis Mainz este o arie protejată (arie specială de conservare — SAC, sit de importanță comunitară — SCI) din Germania întinsă pe o suprafață de 464 ha, integral pe uscat.

## Localizare
Centrul sitului Oberrhein von Worms bis Mainz este situat la coordonatele 49°52′55″N 8°21′53″E / 49.8819°N 8.3647°E.

## Înființare
Situl Oberrhein von Worms bis Mainz a fost declarat sit de importanță comunitară în mai 2004 pentru a proteja 4 specii de animale. Situl a fost protejat și ca arie specială de conservare în octombrie 2005.

## Biodiversitate
Situată în ecoregiunea continentală, aria protejată conține 3 habitate naturale: Râuri cu maluri nămoloase cu vegetație de Chenopodion rubri p.p. și Bidention p.p., Păduri aluvionare cu Alnus glutinosa și Fraxinus excelsior (Alno-Padion, Alnion incanae, Salicion albae), Păduri mixte riverane de Quercus robur, Ulmus laevis și Ulmus minor, Fraxinus excelsior sau Fraxinus angustifolia, de-a lungul marilor râuri (Ulmenion minoris).
La baza desemnării sitului se află mai multe specii protejate de  pești (4): Alosa alosa, Lampetra fluviatilis, Petromyzon marinus, somonul (Salmo salar).